# Эспарса (кантон)
Эспарса (исп. Esparza) — кантон в провинции Пунтаренас Коста-Рики.

## География
Находится на севере провинции. Граничит на севере и востоке с провинцией Алахуэла, на юго-западе побережье Тихого океана (залив Никоя). Административный центр — Эспарса (Эспириту-Санто).

## Округа
Кантон разделён на 6 округов:
1. Эспириту-Санто
2. Сан-Хуан
3. Макакона
4. Сан-Рафаэль
5. Сан-Херонимо
6. Кальдера